# Peter Frankl
Peter Frankl (* 2. Oktober 1935 in Budapest) ist ein jüdisch-ungarischer Pianist im Vereinigten Königreich.

## Leben
Frankl studierte an der Musikakademie Budapest bei Lajos Hernádi, Zoltán Kodály und Leó Weiner. 1962 debütierte er in London und in New York mit dem Cleveland Orchestra. In der Folge trat er mit zahlreichen bedeutenden Orchestern in den USA, in Europa und Israel auf und unternahm Konzerttourneen nach Japan, Korea, Australien, Neuseeland und Südafrika. Er konzertierte unter Dirigenten wie Claudio Abbado, Wladimir Aschkenasi, Sir John Barbirolli, Herbert Blomstedt, Pierre Boulez, Riccardo Chailly, Sir Colin Davis, Antal Doráti, Iván Fischer, Bernard Haitink, Rudolf Kempe, István Kertész, Erich Leinsdorf, Lorin Maazel, Kurt Masur, Riccardo Muti, Kurt Sanderling, Sir Georg Solti und George Szell.
Mehr als zwanzig Mal wirkte er bei den Proms in London mit, daneben ist er regelmäßiger Gast der Musikfestivals von Edinburgh, Cheltenham, Aldeburgh, Verbier und Kuhmo und in den USA von Aspen, Chautauqua, Hollywood Bowl, Marlboro, Norfolk, Ravinia und Santa auf. Kammermusikalisch arbeitete er u. a. mit Kyung-Wha Chung, Ralph Kirshbaum, András Schiff und Tamás Vásáry, dem Bartók-, dem Borodin-, dem Fine Arts-, dem Guarneri-, dem Lindsay-, dem Panocha-,  dem Takács-, dem Tokyo- und dem Vermeer Streichquartett zusammen. Daneben unterrichtet er weltweit Meisterklassen.
Frankl spielte u. a. das gesamte Klavierwerk von Robert Schumann und Claude Debussy ein, außerdem Solowerke von Frédéric Chopin, Franz Schubert, Ludwig van Beethoven und Béla Bartók, Klavierkonzerte von Wolfgang Amadeus Mozart, Johannes Brahms, Felix Mendelssohn Bartholdy, Schumann und Chopin sowie Kammermusik von Mozart, Brahms, Schubert, Schumann, Antonín Dvořák, Ernst von Dohnányi, Bohuslav Martinů und Bartók.